# Aechmophorus occidentalis
Lo svasso cigno (Aechmophorus occidentalis Lawrence, 1858) è un uccello della famiglia Podicipedidae.

## Descrizione
Uccello di grandi dimensioni, lo svasso cigno misura dai 55 ai 78 centimetri e pesa da uno a due chili. Un inconfondibile cresta nera sovrasta il capo; la livrea è scura superiormente e bianca inferiormente. Gli occhi sono rossi, circondati da un nero poco intenso; il becco lungo e appuntito è verde oliva o giallastro. Le zampe sono poste molto indietro nel corpo e sono molto robuste e flessibili. La coda è ridotta ad un ciuffo di penne vestigiali e il collo è molto lungo. I due sessi sono uguali.

## Distribuzione e habitat
Lo svasso cigno abita nel Nord America. Lo si incontra prevalentemente nelle zone centro-occidentali del continente, dall'Alaska al Messico meridionale. Le concentrazioni maggiori si hanno negli stati occidentali e centrali degli Stati Uniti e del Canada. È più raro nel Canada orientale e a sud oltre il Messico.
Questo svasso è un migratore, passa l'estate nei laghi d'acqua dolce sulle cui rive crescono giunchi e canne, specialmente nelle praterie canadesi e statunitensi. D'inverno vola ad occidente sull'oceano Pacifico, soprattutto in California e Messico.

## Biologia
Lo svasso cigno è un predatore aggressivo. Si tuffa e insegue le prede sott'acqua, fino a trafiggerle con il becco. Cibo principale sono i pesci, ma si nutre anche di insetti, crostacei e molluschi.

Il rituale di corteggiamento è uno dei più complessi e affascinanti in natura. Quando il maschio sceglie la compagna, le si avvicina e insieme danzano, poi si fermano e si mettono in mostra l'un l'altra. Infine la coppia si alza sulle zampe posteriori e corre sull'acqua fianco a fianco per venti o trenta metri. Se l'interesse è reciproco passano alla fase detta "danza delle alghe" in cui i due, dopo aver recuperato un ciuffo d'alghe dal fondo del lago, lo esibiscono muovendo il capo. Dopodiché la coppia rimane fedele per la vita. Il nido è galleggiante e viene ancorato alla vegetazione tra le canne. Entrambi hanno cura delle tre o cinque uova bianco-bluastre, dopo la schiusa i piccoli vengono trasportati e nutriti sul dorso dei genitori per circa un mese. Durante la cova e nel periodo di svezzamento, gli svassi cigno diventano molto territoriali, arrivando a cacciare anche i propri simili.

## Sistematica
Esistono due sottospecie di Aechmophorus occidentalis:
- A. o. occidentalis
- A. o. ephemeralis